# ویسبچ
latitudeویسبچlongitudeویسبچ
ویسبیچ (به انگلیسی: Wisbech) شهر کوچکی در شرق انگلستان است که اقتصاد آن به کشاورزی وابسته‌است.
در دهه گذشته، نه هزار نفر از کشورهای اروپای شرقی برای یافتن کار به این شهر مهاجرت کرده‌اند.
آنها مشاغلی را در مزارع و کارخانه‌های مواد غذایی گرفته‌اند. هم‌اکنون این مهاجران ۴۵ درصد از جمعیت این شهر را تشکیل می‌دهند.
ویسبیچ تولیدکننده عمده محصولات زراعی از قبیل کلم، سیب زمینی و مارچوبه انگلیسی است.